# 大町市民バス
大町市民バス（おおまちしみんバス）は長野県大町市が企画・運行する福祉バス。愛称はふれあい号。

## 運行内容
運賃
- 1回乗車
  - 大人 - 200円均一
  - 子ども - 100円均一
- 回数券 - 10回分の金額で12枚綴り。

運休日
- 全路線 土曜・日曜・祝日・年末年始（12月29日から1月3日まで）運休
  - かつては土曜日も運行されていたが令和2年3月31日をもって土曜の運転を休止した。
  - ただし美麻線だけはもとより朝夜各1便、その他路線は一部除き夕方1便は上記に加え土曜運休

## 歴史
- 2000年（平成12年）4月1日 - 市民バス運行開始
- 2006年（平成18年）1月1日 - 八坂村と美麻村が市へ編入合併に伴い両村営バスを市に移管
- 2020年（令和2年）4月1日 - 市民バスの土曜運行を休止
- 2024年（令和6年）6月30日 - この日を以てアルプス第一交通が市民バス回数券の取り扱いを取りやめ。

## 運行路線
次の路線が運行されている。各路線の停車場、停車時刻及び路線図については、大町市役所のホームページを参照。
路線ごとに番号が付与されており運行する路線バスがどこへ向かうか番号と路線を把握すればわかるようになっている。なお数年おきに運行時刻の見直しやルートの変更を行なっておりその度に路線の統廃合が行われている経緯から2024年現在、路線番号[3]は欠番となっている。

### [1] 平（青木方面）コース
- 信濃大町駅 - ゆ〜ぷる木崎湖 - 西海ノ口 -  （白浜）

仁科三湖方面、青木湖方面に向かう。
西海ノ口 - 白浜間の停留所は白浜行きが降車のみ、市街地方面行きは予約のみの利用となる。
予約は1便の場合は前日の17時まで、2 - 4便は白浜発の2時間前からの予約となっている。

### [2] 平（原汲（）方面）コース
- 信濃大町駅 - 爺ヶ岳スキー場 - （鹿島）

爺ヶ岳スキー場以降、鹿島停留所は予約のみの利用となる。

### [4] 平（高瀬入方面）コース
- 信濃大町駅 - 温泉郷西 - 原汲口 - エネ博前

### [5] 常盤　西コース
- 信濃大町駅 - 信濃常盤駅 - 沓掛

### [6] 常盤　東コース（乗合タクシー）
定時定路線でない予約制乗合タクシー。

### [7] 社コース
- 信濃大町駅 - 仁科神明宮下 - 正科（正科北） - 宮本 - （青島）

正科北では池田町営バスとの接続ができる。
青島停留所は予約のみの利用となる。

### [8] 八坂コース
- 信濃大町駅 - 八坂支所 - 山清路 - さぎり荘

途中、生坂村を通る。

### [9] 八坂地域振興バス
- 八坂支所 - 曽山集会所 - 小菅 - 八坂支所 - 小松尾上

### [10] 美麻コース　川手線
- 信濃大町駅 - 日影下（もくじき荘） - 梨嶺（美麻支所） - ぽかぽかランド - 川手

### [11] 美麻コース　境の宮線
- 信濃大町駅 - 梨嶺（美麻支所） - ぽかぽかランド - 境の宮

### [12] 循環線　南コース
- 1便：信濃大町駅 → フレスポ大町 → 柿の木 → 信濃大町駅 → 総合福祉センター → 松崎 → フレスポ大町 → 信濃大町駅 → 総合福祉センター
- 2便：総合福祉センター → 信濃大町駅 → ザ・ビック → フレスポ大町 → 市役所 → 西友 → 大原団地 → 俵町4丁目 → 借馬公民館 → 文化会館 合同庁舎 → 総合福祉センター → 信濃大町駅 → ザ・ビック → フレスポ大町 → 大町病院
- 3便：総合福祉センター → 大町病院 → フレスポ大町 → 信濃大町駅 → 総合福祉センター → 合同庁舎 → 文化会館 → 借馬公民館 → 俵町4丁目 → 大原団地 → 西友 → NTT北 → 市役所 →ザ・ビック → 信濃大町駅 → 総合福祉センター
- 4便：信濃大町駅 → ザ・ビック → 市役所 → 西友 → 大原団地 → 俵町4丁目 → 借馬公民館 → 文化会館 → 合同庁舎 → 総合福祉センター → 信濃大町駅

大原団地 - 俵町4丁目間がフリー乗降となっている。

### [12] 循環線　北コース
- 1便：信濃大町駅 → 総合福祉センター → 俵町 → 大原 → 西友 → 市役所 → フレスポ大町 → 信濃大町駅 → 総合福祉センター
- 2便：総合福祉センター → 信濃大町駅 → 市役所 → ザ・ビック → 貝原 → 仏崎 → 運動公園 → 市役所 → 総合福祉センター → 信濃大町駅 → 大町病院 → 県営住宅 → 神栄町 → 総合福祉センター → 信濃大町駅 → フレスポ大町 → 大町病院
- 3便：総合福祉センター → 信濃大町駅 → ザ・ビック → 運動公園 → 仏崎 → 貝原 → フレスポ大町 → 信濃大町駅 → 神栄町 → 県営住宅 → フレスポ大町 → 市役所 → 信濃大町駅 → 総合福祉センター
- 4便：総合福祉センター → 信濃大町駅 → 市役所 → 貝原 → 仏崎 → 運動公園 → 市役所 → 総合福祉センター → 信濃大町駅 → 大町病院 → 県営住宅 →神栄町 → 塩の道ちょうじや → 信濃大町駅

貝原 - 仏崎間と県営団地 - 神栄町間はフリー乗降制になっている。

## 過去の系統
- 市街地循環線
  - 信濃大町駅 - ザ・ビッグ - 市役所 - 上大黒町 - 文化会館 - 総合福祉センター - 九日町 - 信濃大町駅

両方向循環。
- 平（青木方面）
  - 大町駅 - 借馬 - ゆーぷる木崎湖 - 稲尾 - 中綱 - 白浜
- 平（木崎方面）
  - 大町駅 → 中原 → 西原公民館 → ゆーぷる木崎湖
  - ゆーぷる木崎湖 → 借馬団地 → 大町駅
- 平（高瀬入方面）
  - 大町駅 - 宮田町 - 上原の湯 - エネ博前
- 平（上原の湯行き）
- 常盤（清水方面）
  - 大町駅 - 仏崎 - 柿の木 - 清水 - 国営公園 - 信濃常盤駅 - 貝原 - 大町駅（午後は逆周り）
- 常盤（西山方面）
  - 大町駅 - 信濃常盤駅 - 道海戸 - 西山神社 - 沓掛 - 須沼北 - 信濃常盤駅 - 大町駅
- 社（宮本方面）
  - 大町駅 → 丹生子 → 正科 (県道経由)
  - 正科 - 宮本公民館 - 大町駅 (市道経由)

池田町営バスのバス停があり市民バスのバス停とともに待合所を挟んで設置されている。双方で接続できる時間帯がある。池田町営バス側のバス停名称は正科北と異なっている。なお正科は池田町にある地名。
- 美麻コース（川手線）
  - 大町駅 - 三日町 - 大黒前 - 湯の海・梨の木峯 - 梨嶺 - ぽかぽかランド - 川手 （- 峠）

大町駅発最終バスは、北大町駅停留所より先は降車のみの扱い。
- 美麻コース（境の宮線）
  - 大町駅 - 三日町 - 大町スキー場 - 新行公民館 - ぽかぽかランド - 境の宮
  - 梨嶺 - 新行公民館 - ぽかぽかランド - 境の宮

日中の境の宮線は梨嶺停留所折り返しであるため、大町駅方面に行く場合は乗り継ぎ券の発行を受け、接続する川手線に乗り継ぐ。逆に大町駅方面から境の宮方面に行く場合も、梨嶺停留所で乗り継ぐ。
大町駅発最終バスは、北大町駅停留所より先は降車のみの扱い。
- 八坂コース （八坂線）
  - 大町駅 - 藤尾覚音寺 - 八坂支所前 - 山清路 - 古坂 - 栃沢 - さぎり荘

大町駅発最終バスは、明日香荘前停留所より先は降車のみの扱い。
- 八坂コース （山手線）
  - 八坂支所前 - 八坂中学校 - 小菅 - 切久保 - 梨平

八坂線との乗り継ぎは「八坂支所前」停留所。信濃大町方面へのバスに接続するダイヤをとる。

## その他
- 回数券は市民バス車内などで販売している。
- 乗継券、

乗り継げる対象のバス停は信濃大町駅前と梨嶺のみである。ただし梨嶺バス停は川手線と境の宮線の乗り継ぎに限られている。